# Diána
A Diána női, római mitológiai név, jelentése ragyogó.
Diána a görög Artemisz istennő római megfelelőjének a neve. A név jelentése bizonytalan, talán a dies (nap, nappal) szóval függ össze.
Diána a vadászat istennője, ill. a fény/világosság, a szülés és születés istennője.

## Rokon nevek
Dia a Diána név becézéséből származó anyakönyvezhető női név. (névnap: szeptember 18.)

## Gyakorisága
Az 1990-es években gyakori név, a 2000-es években a 70–92. leggyakoribb női név.

## Névnapok
- június 9.[2]
- június 10.[2]
- szeptember 18.[2]

## Híres Diánák
„Diána” utónevű személyek szócikkeinek listája a Wikidata alapján